# Европейский (торговый центр)
«Европейский» — торгово-развлекательный комплекс, расположенный на площади Киевского вокзала в районе Дорогомилово Западного административного округа города Москвы. Со 140 тысячами посетителей в сутки «Европейский» — самый посещаемый торговый центр в России.

## История

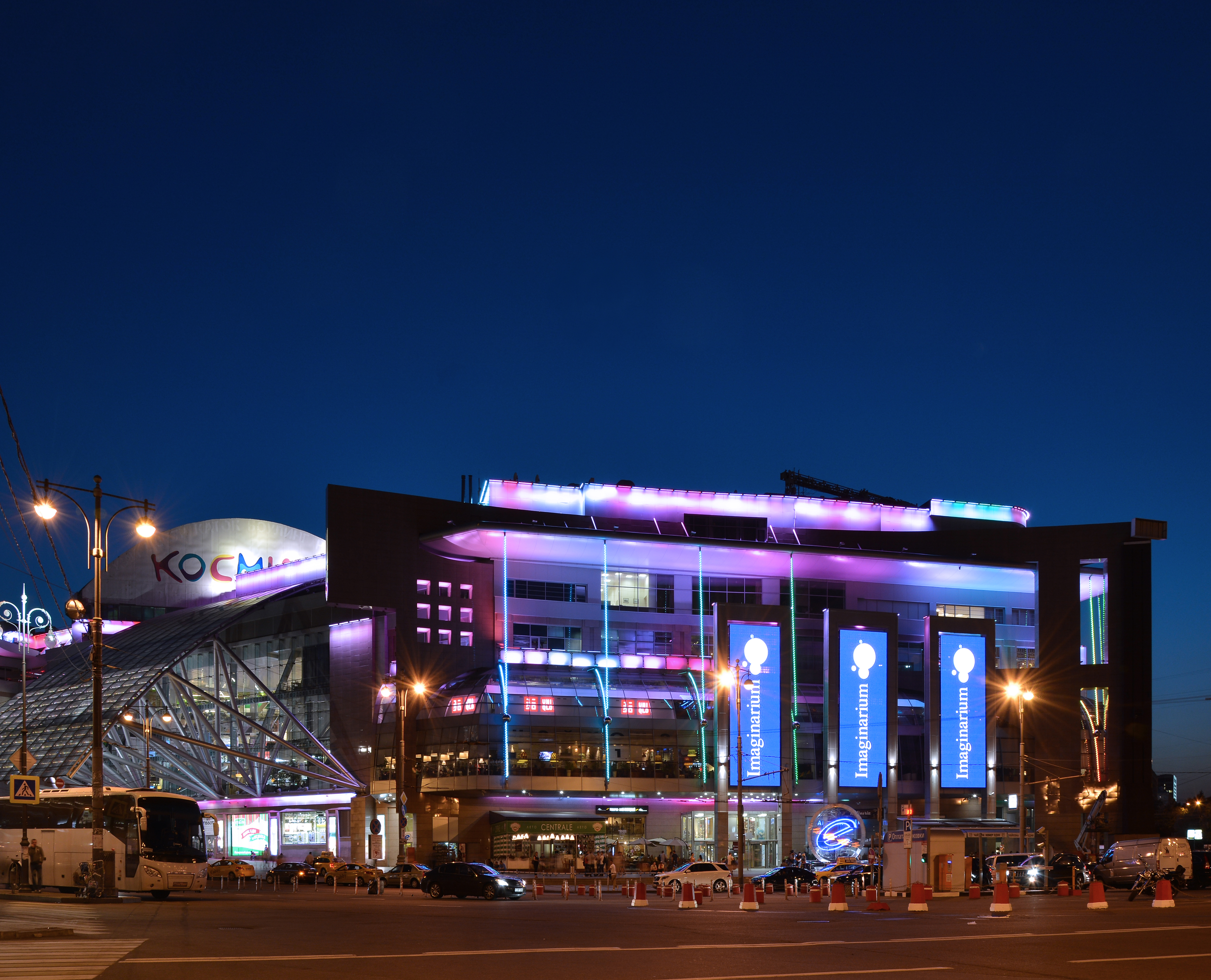
Подсветка фасада

Изначально в 1970-х годах был план на ближайшие годы возле площади Киевского вокзала построить крупный торговый центр, однако из-за событий 1980-х-1990-х годов этим планам было суждено сбыться гораздо позднее. Исторически на площади Киевского вокзала на месте «Европейского» располагался сквер, который в 1990-х годах занял крупный оптовый рынок «Китеж». Торговля на рынке контролировалась организованными преступными группами. Например, некоторое время он принадлежал Виктору Рышкову и Юрию Заморину, предполагаемым лидерам Таганско-редкинской ОПГ, убитым в начале 2000-х. Мэрия Москвы намеревалась ликвидировать рынок и с 1995 года искала инвестора для реконструкции территории между Киевским вокзалом и Бережковской набережной. По условиям инвестиционного соглашения инвестор получил бы возможность возвести на части территории коммерческую недвижимость, а город — 50 % построенных площадей. Инвестор не был найден в предполагавшийся срок до 1997 года, но впоследствии проектом заинтересовались основатели «Электронной ярмарки на Рижской» и совладельцы Черкизовского рынка Год Нисанов и Зарах Илиев. По сведениям российского Forbes и журнала «Афиша» их партнёром стал однокурсник и друг Владимира Путина Ильгам Рагимов. В 2002—2003 годах доли участников инвестиционного партнёрства были распределены через ОАО «Площадь Европы», доля города сократилась с предполагаемых 50 % до 30 %, а 70 % получило ЗАО «Киевская площадь» Нисанова и Илиева (Forbes отмечал, что на начало лета 2002 года 12 % «Киевской площади» принадлежали Зурабу Церетели, а 88 % — компании, в которой Департаменту имущества города Москвы принадлежало чуть меньше четверти).
Ансамбль площади Европы и проект торгового центра «Европейский» разработал архитектор Юрий Платонов, а дизайн-проект здания подготовил Церетели. Масштабная стройка началась в 2002 году, но только в 2006 году попала в поле зрения проверяющих органов. Весной 2006 года Федеральная служба безопасности и Министерство природных ресурсов Российской Федерации высказали опасения о безопасности строительства большого торгового центра над станцией метро «Киевская» Арбатско-Покровской линии, но прокуратура оставила министерский запрос без ответа. Также Московско-Окское бассейное управление Росводресурсов отозвало разрешительную документацию на ведение работ, после того как застройщик в одностороннем порядке добавил подземную парковку в проект торгового центра, расположенного в водоохранной зоне Москвы-реки. Прокурорская проверка подтвердила факт нарушения, но это не сказалось на ходе работ. Летом 2006 года депутаты Государственной думы Александр Хинштейн, Сергей Митрохин и заместитель главы Федеральной службы по надзору в сфере природопользования Олег Митволь попытались в составе природоохранной комиссии пройти на стройку, однако сотрудники застройщика отказались впустить проверяющих, а также применили силу к Хинштейну. Никаких последствий для застройщика инцидент не имел. Строительство «Европейского» было завершено в 2006 году одновременно с окончанием благоустройства площади Европы.

### Конфликт с мэрией
После отставки Юрия Лужкова и назначения Сергея Собянина мэром Москвы в 2010 году «Европейский» был включён в программу приватизации городского имущества на 2011—2013 годы. В процессе подготовки торгов выяснилось, что Нисанов и Илиев фактически присвоили долю города в инвестиционном проекте. Подписанное в 2003 году инвестиционное соглашение предполагало строительство делового коммерческого центра площадью 72 тысячи м², в котором город должен был получить 21,6 тысячи м², однако многочисленные дополнения к оригинальному проекту увеличили площадь «Европейского» почти до 180 тысяч м². 123,26 тысячи м² оказались в прямой собственности «Киевской площади», 3751 м² принадлежали ООО «Реверс», а доля «Площади Европы» была меньше ожидаемой — 50,23 тысячи м². Таким образом, доля города составила 16,2 тысяч м²: менее 10 % здания и меньше фактической площади, предусмотренной инвестиционным соглашением. Департамент имущества города Москвы обратился в Арбитражный суд с исками о признании право собственности на «Европейский» отсутствующим на основании того, что на руках инвестора находился только акт приёмки построенного здания, а акт о результатах реализации инвестиционного проекта так и не был подписан. Суд принял иски к рассмотрению, а в качестве обеспечительной меры запретил регистрацию перехода права собственности и любые сделки с помещениями в рамках долей «Площади Европы» и «Киевской площади». Тем не менее, в ходе рассмотрения иска Департамент имущества разочаровался в перспективах иска и согласился разрешить спор во внесудебном порядке, продав свою долю в «Европейском» исходя из фактически принадлежавших городу площадей. Фактическая стоимость акций составляла 5,2 миллиарда рублей, но, по информации газеты «Ведомости», доля была продана с дисконтом, за 2,499 миллиарда.

## Архитектура

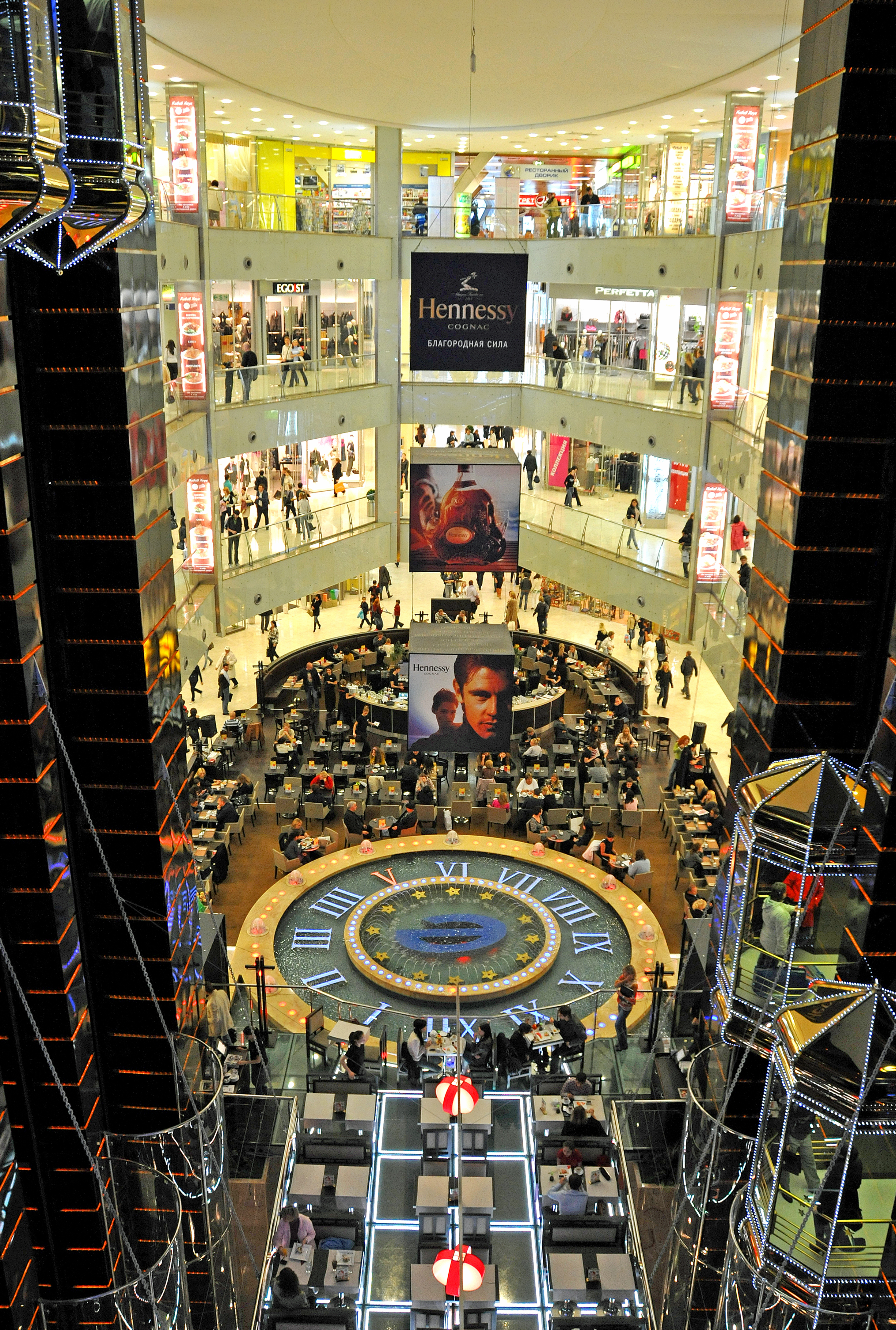
Атриум «Европейского»

В плане здание «Европейского» имеет форму треугольника со скошенным углом и занимает участок, ограниченный 2-м Брянским переулком, Большой Дорогомиловской улицей и оставшейся территорией площади Киевского вокзала. В здании 7 надземных и 2 подземных уровня, 9 входных групп и отдельный вход со станции «Киевская». Основные парковки на 1200 автомобилей расположены на 5 и 6 этажах, дополнительные и служебные — на 1 и 7. Внутренняя организация торгового центра выстроена вокруг 5 атриумов: главного, названного «Москва», и второстепенных — «Парижа», «Рима», «Лондона» и «Берлина». Этажи связаны лестницами, лифтами и группами парных эскалаторов. Оформление атриумов выполнено с отсылками к архитектурным стилям европейских столиц. В просторных атриумах установлены киоски, в галереях — малые архитектурные формы, искусственные растения и скамейки.
Построенный торговый центр стал традиционным объектом критики в архитектурном сообществе. Он нарушил архитектуру площади Киевского вокзала, подавил классическое здание вокзала и переуплотнил застройку. Здание заняло место сквера, который композиционно дополнял Киевский вокзал и помогал распределять потоки прибывших на вокзал пассажиров. С архитектурной точки зрения «Европейский» решён абстрактно, его сравнивали с собранным в случайном порядке конструктором, не имеющим чётких пропорций. Фасады торгового комплекса дополнены многочисленными деталями: башней из стекла и металла, массивными полукруглыми стеклянными козырьками, П-образными конструкциями для рекламных растяжек на декоративных колоннах. Его расположение оказалось неудачным с градостроительной точки зрения и усугубило транспортную ситуацию в районе, став причиной новых пробок. По мнению критиков, «Европейский» — характерный пример архитектуры лужковского периода.

## Арендаторы и структура центра
На 63 тысячах м² арендной площади «Европейского» расположены около 500 магазинов. На нулевом и 1-м уровнях сосредоточены магазины обуви и аксессуаров, ювелирных изделий, товаров для красоты и здоровья и якорные арендаторы — продуктовый супермаркет «Перекрёсток», магазин косметики и парфюмерии «Золотое яблоко». 2-й этаж занимают магазины одежды и нижнего белья, на 3-м находятся спортивная, повседневная одежда и якорные арендаторы — магазин бытовой техники и электроники М.видео и спортивный магазин для всей семьи «Спортмастер», на 4-м — товары для детей, детская одежда, обувь и игрушки. Также на 3—4 этажах находится кинотеатр сети «Синема парк». На 5-6 этажах находятся платные парковки. На 7-м этаже находится семейный парк развлечений Joki Joya с боулингом, спортивными площадками, верёвочным парком, лазер-тагом и прочим. На всех этажах работают кафе и рестораны, на 4-м находится фуд-корт и фудмолл Депо «Европейском», в котором работает более 10 кафе с кухней со всего мира. Здесь представлены корнеры «на любой вкус». В этом гастрономическом мини-городе встретились азиатская, кавказская и итальянские кухни.
«Европейский» — самый посещаемый торговый центр в России и 2-й по посещаемости в мире со 140 тысячами посетителей в сутки. Его опережает только Dubai Mall, расположенный в Объединённых Арабских Эмиратах.